# Eubul (jurista)
Eubul (en llatí: Eubulus) fou magister scriniorum de l'Imperi. Fou un dels membres de la comissió del nou nomenada per Teodosi II el Jove el 429 per compilar un codi de lleis, projecte que després fou abandonat. Després fou comes i qüestor. El 435 aC fou nomenat membre de la comissió del setze encarregada de compilar el codi Teodosià, però no fou un dels que es va destacar en la tasca. Portava els títols d'il·lustre i magnífic.